# Lean
A lean (kiejtése: [lín], eredeti jelentése: ’karcsú’) egy vállalatszervezési, vállalatirányítási módszer, amelynek célja, hogy a vállalat minél gazdaságosabban állítsa elő a termékeit, szolgáltatásait. A lean vállalat a tevékenységeit elsősorban az alapján alakítja ki, hogy a vevő számára mi az érték. Ami a vevő számára nem teremt értéket, amiért a vevő nem fizet, azt a lean veszteségnek (pazarlásnak) tekinti, és a munkafolyamatok hatékonyságát ezeknek a veszteségeknek a megelőzésével, megszüntetésével vagy minimálisra csökkentésével növeli.
A vevő a lean esetében nemcsak a vállalat vásárlóit, megrendelőit jelenti (ők a külső vevők), hanem a vállalaton belül egy olyan másik osztály, részleg munkatársait is (ők a belső vevők), aki az egy másik osztály vagy részleg által előállított termékekkel, szolgáltatásokkal tovább foglalkoznak, mielőtt azok a külső vevőkhöz érnek.
A lean filozófiának a Toyota Motor Corporation Toyota Termelési Rendszere (TPS, Toyota Production System, újabb megközelítésben Thinking People System) képezi az alapját. A TPS az 1950-es években született, Taylor, Gilbreth, Smiles, Miles és Gantt munkássága és a Ford addig elért eredményei nyomán.
A leant használják leanmenedzsment vagy leanfilozófia szóösszetételekben is. A lean mint módszer legfőképpen az iparban terjedt el – és van ma is terjedőben – azon belül is főként az autóiparban. De bármilyen iparágban és a szolgáltatások (egészségügy, IT, pénzügy), valamint általában véve bármilyen irodai munka esetén is használható. Mivel főleg az ipar alkalmazza, módszereinek és eszközeinek szakirodalmi leírása is elsősorban ipari környezetben való felhasználásra készül, onnan meríti példáit. Napjainkban van kialakulóban és terjedőben a lean módszereknek speciálisan a szolgáltatások számára való alkalmazása és leírása.

## A lean eredete
A lean, mint vállalatirányítási, működtetési modell több ember munkásságának összegzése. Kialakulásában a Tojoda-család és Óno Taiicsi (大野 耐一; Hepburn: ŌNO Taiichi) játszott igen fontos szerepet, de a lean – anélkül, hogy ezt a nevet használták volna – már az emberiség történetének korai szakaszában fontos szerepet játszhatott. Az első dokumentált leanhez hasonló elven működő gyár a velencei Arzenálban működött az 1500-as években, ahol a folyamatos anyagáramlás elvét alkalmazva, rekordidő alatt voltak képesek egy gályát felépíteni. Az 1700-as években megkezdődött a fegyverek és alkatrészeik tömeggyártása, megkönnyítve a katonák dolgát a harctéren. Az 1800-as évek második felétől a veszteségmentes és minél hatékonyabb gyártási módszerek alkalmazása a civil iparban is tért hódított, főleg Henry Ford munkássága révén. Az általa alapított Ford gyárban már a 20. század legelején futószalagos gyártást alkalmaztak. Ezekben az időkben kezdtek el közgazdászok, üzemszervezők, pszichológusok is a munka hatékonyságával foglalkozni, köztük Frank és Lilian Gilbreth, akik a mozdulatok elemzését tették kutatásuk tárgyává. Ugyanezidőtájt mások elméleti módszereket állítottak fel, így Lawrence D. Miles az értékelemzés módszerét dolgozta ki, Vilfredo Pareto megalkotta a Pareto-elvet, Henry Gantt a Gantt-diagramot, és főleg Frederick Winslow Taylor, akinek a tudományos irányítás elvét köszönhetjük. Hasonló című könyvében többek között lerakta a standard munka alapjait, kijelentette, hogy a vezetőknek elsődleges feladata a munkatársak támogatása, hogy munkájukat sikeresen végezhessék.
A lean – bár nem ezen a néven ismerték – Japánban vált meghatározó módszerré, filozófiává, mivel japán cégek, elsősorban a Toyota alkalmazta és dolgozta ki részleteiben. Sokan emiatt távol-keleti filozófiának tartják. Singó Sigeo (新郷 重夫; Hepburn: SHINGŌ Shigeo) volt az, aki a poka-yoke és a SMED módszereket kifejlesztette, és ő a TPS egyik első dokumentálója. A róla elnevezett díjat olyan vállalatok kapják, amelyek kiváló eredményeket értek el a lean, a hatékony és sikeres működés területén. W. Edwards Deming a PDCA-ciklus, a 14 pont és a 7 halálos szervezeti betegség (Seven Deadly Diseases) megalkotója. Az USA Hadügyminisztériumának kérésére 1947-ben Japánba ment, hogy ott a háború utáni újjáépítésben segítsen. Hatása a 2. világháború utáni japán iparra meghatározó volt. Maga a lean, mint elnevezés először John Krafcik 1988 őszén írt cikkében bukkan fel, majd James Womack, Daniel Jones és Daniel Roos híres könyvében, a The Machine That Changed the World-ben határozták meg pontosan a mibenlétét.

## A lean alapelvei
A lean filozófia két fő alapelve a
- az ember tisztelete és
- a veszteségek, azaz az értéket nem teremtő lépések eltávolítása minden folyamatból, tevékenységből.

### Az ember tisztelete
Az ember tisztelete egy lean vállalatnál azt jelenti, hogy a vállalat számára fontosak a munkatársai (hiszen ők képezik a vállalat legfőbb értékét), tiszteletben tartja ötleteiket, véleményüket, gondolataikat. A lean szervezetek a bennük dolgozó emberek folyamatos fejlesztésével működnek. A veszteségek elkerülésére ők keresik a lehetőségeket a kaizen segítségével, ők működtetik hatékonyan a folyamatokat, vevőorientált mérőszámokat és mérési módszereket kialakítva. A lean vezető nem elsősorban utasításokat adó vezető, hanem jól ismeri a munkatársak munkáját, felismeri és megérti az összefüggéseket, támogatja beosztottait céljaik elérésében, fejleszti képességeiket. Egy ilyen szervezetben mindenki felelős a kialakított rendszerért, követi annak előírásait és folyamatosan fejleszti, a környezethez, annak elvárásaihoz alakítja azokat.
A lean bevezetése illetve alkalmazása sohasem okoz leépítéseket, elbocsátásokat, a folyamatos fejlesztés során felszabadult kapacitásokat új termékek kialakításába, új piacok keresésébe illetve a vállalat folyamatos fejlesztésébe vonja be.
A veszteségek, a felesleges tevékenységek megkeresésével és eltávolításával a lean kapcsolata a munkabiztonsággal és a környezetvédelemmel egyértelműen felismerhető.

### Az érték és a vevő fogalma
Az értéket (vagy hozzáadott értéket) minden esetben az ügyfél, a vevő szempontjából kell meghatározni. Ebben az esetben nem fontos, hogy belső (a vállalat egy másik szervezeti egységéről) vagy külső (valódi, fizető) vevőről van szó. Egy folyamat számára vevőnek számít mindazon személy (ügyfél, páciens, vásárló), másik vállalati folyamat, másik vállalat (vevő), amely az adott folyamat termékét (legyen az valódi termék vagy szolgáltatás) felhasználja. Speciális vevőnek számít ilyen szempontból a vezető.
Így tehát hozzáadott érték az a tevékenység,
- amiért az ügyfél fizetni hajlandó,
- ami a termék funkcióját, színét, formáját, egyéb tulajdonságait úgy változtatja meg, hogy a termék közelebb kerül a vevő által elvártakhoz és
- amit már első alkalommal is helyesen végzünk el.

## A veszteség fogalma
A veszteségek állandó keresése, elemzése és eltávolítása a lean vállalat egyik legfontosabb tevékenysége. Veszteségnek számít mindazon tevékenység, amely közvetlenül nem állít elő a vevő számára értéket. Ezen tevékenységeket tovább kell osztályozni szükségtelen, megszüntetendő és az értékteremtést támogató, meg nem szüntethető kategóriákba. Az első csoportba tartozik a muda, mura és muri, a másodikba kerülnek például a folyamatok irányítását, felügyeletét szolgáló folyamatok.

### Muda típusú veszteségek
Óno Taícsi munkássága során a vállalatoknál fellelhető veszteségeket 7 fő csoportba különítette el. Az azóta eltelt időben a veszteségfajták bővültek.
Az Óno által felállított veszteségfajták a túltermelés, felesleges készletek, várakozás, felesleges mozgás, selejt, felesleges tevékenység, nem ergonomikus munkavégzés. A később megállapított veszteségtípusok közé tartozik még a rossz kommunikáció, a kihasználatlan emberi tudás.
| Veszteségfajta              | Meghatározás, példa |
| --------------------------- | --- |
| Túltermelés                 | A termékeket, szolgáltatásokat és az információkat nagyobb mennyiségben hozzuk létre, mint azt vevők igényelnék. |
| Készletek                   | Készletnek nevezünk minden, a termelő ill. szolgáltató folyamatban további feldolgozásra váró anyagot, adatot, dokumentumot stb. Egy megmunkáló sor és a sor termékeit felhasználó szerelő sor között tárolt készletek. Egy tevékenység és annak jóváhagyási lépése között felhalmozódó (engedélyezésre váró) dokumentumok.                                   |
| Várakozás                   | Várakozási idők mindig ott keletkeznek, ahol az emberek vagy a gépek a munkafolyamat vagy munkaterület adottságai, tervezési ill. irányítási problémák miatt tevékenységük végrehajtásában akadályozva vannak, és ezalatt a szükséges tevékenységekhez nem tudnak hozzáfogni (mert hiányzik az információ, az alapanyag, a félkész termék, a végtermék stb.). |
| Felesleges mozgás           | Az ember minden olyan mozgása, amely a darabok/eszközök/információk mozgatására irányul (egyik munkahelytől a másikig, egyik telephelyről a másikra), mivel eközben nem történik olyan tevékenység, amely a vevő számára értéket teremtene. |
| Nem ergonomikus munkavégzés | A nem ergonomikus munkafolyamatok többlet testi terhelést, többletráfordítást okoznak (hibás testtartás, hajolás, fordulás, rosszul beállított magasságú asztalok, monitorok stb.) |
| Felesleges tevékenység      | Minden olyan tevékenység, amely nem juttatja közelebb a terméket a vevő által elvártakhoz (pl. az előző tevékenységek minőségének folyamatos ellenőrzése, hogy saját munkánkat elvégezhessük). |
| Rossz kommunikáció          | Adatok, dokumentumok továbbítása olyan személyek számára, akik azt nem igénylik (pl. felesleges e-mail másolatok küldése). Adatok dokumentumok továbbítása olyan formában, amelyben azok egyáltalán nem vagy csak átalakításokkal feldolgozhatók az igénylő számára.                                                                                          |
| Hiba, utómunka              | Hibás termék vagy szolgáltatás előállítása illetve a hiba utólagos (előállító vagy vevő általi) észlelése, majd a hiba kijavítása. |
| Kihasználatlan emberi tudás | Az emberek tudása, ötleteik nem kerülnek felhasználásra a folyamatok fejlesztése során, ezt a tevékenységet a management végzi. |

### Mura típusú veszteségek
A mura egyenetlenséget, kiegyensúlyozatlanságot, szabálytalanságot jelent, a tervezhetőség teljes vagy részleges hiányát mind emberek, mind gépek munkavégzése esetében. A mura egyértelműen oka lehet számtalan, muda típusú veszteségnek.

### Muri típusú veszteségek
A muri túlterheltséget, túlterhelést jelent, a standard munka hiányának egyértelmű jele. Vonatkozhat mind emberekre, mind gépekre. Emberek esetében az irreálisan sok munka, az indokoltnál gyorsabb munkavégzés, a folyamatos túlórák, extra műszakok, gépek esetében a maximális kapacitás közelében történő folyamatos működtetés lehet ilyen típusú probléma. A muri egyértelműen oka lehet számtalan, muda típusú veszteségnek.

## A lean rendszer építésének 5 alapvető lépése
A lean rendszereket, függetlenül attól, hogy hol alkalmazzák, 5 fontos alapelv szerint kell felépíteni. Ezek sorrendben a következők:
- Meg kell határozni, mi a vevő számára a hozzáadott érték (value)
- Ki kell alakítani azt a folyamatot (value stream), amely a vevő számára az értéket előállítja
- Ezt a folyamatot úgy kell üzemeltetni, hogy az anyagok, alkatrészek, információk akadálytalanul áramolhassanak (flow)
- Az így kialakított folyamatokkal csak azt, akkor és olyan mennyiségben kell előállítani, ahogy, amikor és amilyen mennyiségben a folyamat ügyfele igényli (pull)
- Az így felépített rendszert folyamatosan fejleszteni, tökéletesíteni kell (kaizen/perfection)

Az egyes lépések a következőket tartalmazzák:
1. Az érték meghatározása mindig a vevő szempontjából történik. Ennek érdekében meg kell tudni, mik a vevő igényei termékeinkkel, szolgáltatásainkkal kapcsolatban. Ez történhet külső vevők esetében a marketing-, vagy piackutatás eszközeivel, belső vevőink esetében személyes beszélgetések segítségével. Az így meghatározott értéket minden esetben célszerű a vevővel közösen megállapított mérőszámokkal pontosan leírni, mivel ezek képezik a későbbiekben a folyamatos fejlesztés alapját.
2. Az értékteremtő folyamat feltérképezése minden esetben a folyamat helyszínén (genba) kell, hogy történjen, a folyamat irányával megegyezően haladva. A tevékenység eredménye az ún. értékáram-térkép (value stream map), annak is az ún. jelenállapot térkép (current state map) verziója. Mielőtt a folyamat fejlesztésébe kezdenénk, célszerű céljainkat egy un. jövőállapot térképben (future state map) összefoglalni.
3. Akadálytalan áramlás biztosítása, az ún. flow elv. A folyamatból el kell távolítanunk minden veszteséget, hogy a termék akadálytalanul jusson végig az előállító folyamaton.
4. Húzórendszer kialakítása és üzemeltetése, az ún. pull elv. Egy adott folyamatnak csak akkor, annyit és oda kell a terméket előállítania, amikor, amennyit és ahova a vevő azt igényli, természetesen az általa elvárt minőségben.
5. A folyamatos fejlesztés, a kaizen filozófiája. Lényege, hogy folyamatainkat mindig fejlesztenünk kell annak érdekében, hogy a vevőink által elvárt értéket minél kevesebb ráfordítással legyünk képesek előállítani. A kaizen elsősorban a tevékenységeket végrehajtó munkatársak ötleteire építő folyamat, melynek alapja minden esetben egy ún. standard.

## A lean alkalmazási lehetőségei

### Lean termelés
Mivel a lean a Ford és a Toyota gyáraiból indult, termelési alkalmazása elsősorban az autóiparban jelentős, az autógyártók és a hozzájuk beszállító vállalatok között. Napjainkban gyorsan terjed pl. a gyógyszergyártók, a nyomdaipari vállalatok, a repülőgépgyártók ill. beszállítóik körében.

### Lean szolgáltatások
A lean termelő vállalatok is számtalan külső és belső szolgáltatást igényelnek, így a lean filozófia egyre inkább teret nyer ezen területeken is. Az ember tiszteletét és a veszteségek állandó kutatását, megszüntetését, a folyamatos fejlesztést és fejlődést célul kitűző gondolatok megjelentek már beszerzési, személyügyi, pénzügyi és információtechnológiai szervezetekben, vállalatoknál, kórházakban és klinikákon, bankoknál és biztosítóknál.

## A Lean Six Sigma módszer
A Lean Six Sigma módszertan a lean elveket ötvözi a Hat szigma (Six Sigma) módszerekkel és eszközökkel. Előbbi a munkafolyamatok hatékonyságának növelését a vevő számára értéket nem teremtő veszteségek, pazarlások megszüntetésével, megelőzésével éri el, míg utóbbi a vállalati folyamatok, a folyamati outputok minőségének javítását, fejlesztését célozza meg a működés feltérképezése és az eredményesség folyamatos mérése mellett. A leanhez hasonlóan tehát a Hat szigma is a folyamatos fejlesztésre törekszik, de sokkal inkább előtérbe helyezi a mérést, a számokon alapuló elemzést, és ezt nagyon komoly statisztikai módszertannal támogatja. 
A Lean Six Sigma átveszi a Hat szigmából az ún. DMAIC módszertant. Az elnevezés egy folyamatfejlesztési projekt öt szakaszának nevéből keletkezett (a DMAIC betűszó az egyes szakaszok nevének kezdőbetűiből áll össze):
•	Define: a feladat meghatározása, az elvárások összegyűjtése, kiemelten kezelve a vevői elvárásokat;
•	Measure: a folyamat és a mutatók definiálása és pontos mérése;
•	Analyze: az adatok és tevékenységek elemzése;
•	Improve: fejlesztési akciók meghatározása;
•	Control: visszamérés és az új folyamat irányítása.
A módszertan alkalmazásával a vállalat költségeinek és veszteségeinek csökkentése mellett a másik legfontosabb cél az ügyfél megelégedettségének növelése. Az ügyfél nem csak a vállalat vásárlóit, megrendelőit jelenti, hanem a vállalatnak azokat a munkatársait is, akik az adott osztály vagy részleg által előállított termékkel, szolgáltatással kapcsolatba kerülnek.

## Kapcsolódó témakörök
| - Kaizen - JIT, Just In Time - Flow - Pull - Jidōka - Ciklusidő - Ütemidő - OEE - TPM - Andon - 3G, genba, genbutsu, genjitsu - 3D, dirty, dangerous, difficult | - 5S - Standard munka - Kanban - Heijunka - SMED - Pokajoke (vagy: poka-yoke) - Cellarendszerű gyártás - 5W ill. 5W+1H - Standard puffer meghatározása - Értékáram-elemzés - ECRS - Jokoten - Hanszei - PDCA-ciklus - DMAIC |

## Ajánlott irodalom
- Taylor: Tudományos irányítás
- James P. Womack, Daniel T. Jones, Daniel Roos: The Machine That Changed the World. 1990
- James P. Womack–Daniel T. Jones: Lean szemlélet. A veszteségmentes, jól működő vállalat alapja; ford. Darnyik Judit; HVG Könyvek, Bp., 2009 ISBN 978-963-9686-83-0
- Jeffrey K. Liker: A Toyota-módszer. HVG könyvek. Budapest. ISBN 978-963-968-643-4
- Margot Morell-Stephanie Capparell: A Shackleton-modell. Déli-sarki expedíció mint vezetéselmélet. HVG könyvek. Budapest. ISBN 978-963-9686-62-5
- Szolgáltatás menedzsment
- Péczely György–Péczely Csaba–Péczely György: Lean3. Termelékenységfejlesztés egységes rendszerben; A. A. Stádium Diagnosztikai és Menedzsment Kft., Szeged, 2012
- Mike Rother & John Shook: Tanulj meg látni. 2012. Lean Enterprise Institute Hungary. ISBN 978-963-08-3579-4
- Robert Martichenko: Elemi lean. Mindent, amit a leanről tudok, az első osztályban tanultam; ford. Bányász Réka; 2013. Lean Enterprise Institute Hungary. ISBN 978-963-08-5977-6
- Michael George, Robert Lawrence Jr.: Lean Six Sigma: Combining Six Sigma with Lean Speed. McGraw-Hill, 2002. ISBN 978-0071385213
- Gitlow, Howard S. Boca Raton: A guide to Lean Six Sigma management skills. CRS Press, 2009. ISBN 978-1420084160
- Jürgen Probst: Lean-controlling. Gyors controllingmegoldások gyakorlati szakemberek számára; Raabe, Bp., 2006 (Controlling kiskönyvtár)
- Husi Géza: Lean menedzsment a gyakorlatban; DE Műszaki Kar, Debrecen, 2010
- Demeter Krisztina–Jenei István–Losonci Dávid: A lean menedzsment és a versenyképesség kapcsolata; BCE Versenyképesség Kutató Központ, Bp., 2011
- Toshiko Narusawa–John Shook: Kaizen expressz. Alapismeretek a lean utazáshoz; előszó Jim Womack, ford. Bányász Réka; LEI Magyarországi Egyesülete, Veszprém, 2014
- Kosztolányi János–Schwahofer Gábor: Útmutató a lean gyakorlati alkalmazásához; Kaizen Pro Oktató és Tanácsadó Kft., Bp., 2016
- Lean logisztika I.; tan. Tamás Péter et al.; ME Gépészmérnöki és Informatikai Kar, Miskolc, 2019
- Eric Ries: Lean startup. Hogyan tegyük ötleteinket sikeressé és fenntarthatóvá?; ford. Darnyik Judit, Doma Dénes, átdolg. kiad.; HVG Könyvek, Bp., 2019
- Lean sensei. A Toyota tanítóinak útján; tan. Michael Ballé et al.; ford. Weisz Böbe; Lean Enterprise Institute Hungary, Bp., 2020
- Lean szolgáltatásfejlesztés, 1-2.; tan. Dévai Zoltán et al.; Kaizen Pro Oktató és Tanácsadó Kft., Bp., 2020–2021
- Lean módszerek a logisztikában; tan. Tamás Péter et al.; Miskolci Egyetem, Miskolc, 2021